# Карающий Рок над Сарнатом
«Карающий рок над Сарна́том» (англ. The Doom That Came to Sarnath), в других переводах «Проклятие города Сарна́т», «Рок, постигший Сарна́т», «Рок, покаравший Сарна́т» — рассказ американского писателя Говарда Филлипса Лавкра́фта, написанный 3 декабря 1919 года. Впервые был опубликован в июне 1920 года в шотландском журнале «The Scot». Рассказ входит в «Цикл Снов». Позже рассказ вошел в сборник «Дагон и другие жуткие рассказы» (1986).

## Сюжет
В Ином мире (в Стране Снов), на Земле Мнар слагают легенды про древний город Сарнат, где 10 тысяч лет назад жила древнейшая цивилизация. В незапамятные времена странные существа спустили с Луны на Землю Большое тихое озеро и серый каменный город Иб, что находится в немыслимой дали от других стран яви и грез (англ. Lands both of waking and of dream). Облик его обитателей поражал грубостью форм: у них были желеобразные тела, зеленая кожа, выпуклые глаза, толстые отвислые губы и уши, и они поклонялись идолу Бокруга (англ. Bokrug).  
Через тысячи лет сюда пришли племена темнокожих кочевников и построили на реке Ай города Траа, Иларнек, Кадатерон и Сарнат. Кочевники истребили жителей Иб, посчитав, что омерзительные существа не должны жить в сумрачном мире людей (англ. World of men at dusk). Захватчики украли идол Бокруга, но верховный жрец Таран-Иш умирая начертил непослушной рукой на алтаре знак Рока. 

Сарнат стал средоточием мощи, красоты и культуры: в нем было 50 миллионов жителей, 50 улиц, сады, храмы и дворцы с блестящими куполами. Правители захватили окрестные земли, а жители молились Зо-Калару, Тамишу и Лобону. На празднике 1000 лет со дня победы над Иб ночью с озера поднялся туман и заволок дворец царя Наргис-Хея.
Очертания Нагрис-Хея, его знати и рабов, превратились в скопище омерзительных безмолвных существ с зеленой кожей, выпуклыми глазами, толстыми отвислыми губами и ушами. Эти твари кружились по залу в жутком танце, держа в лапах золотые подносы с алмазами и рубинами, и каждый поднос был увенчан языком яркого пламени. Убегая люди видели как серая скала Акурион скрылась под водой. 
Спустя много лет, золотоволосые и голубоглазые люди искали Сарнат, но нашли вместо него лишь болото, где стоял идол Бокруга, которому они стали воздавать почести, наравне со своими богами.

## Персонажи
- Таран-Иш (англ. Taran-Ish) — Верховный жрец Иба, умирая с невыразимым ужасом на лице, изобразил на хризолитовом алтаре непослушной рукой знак Рока.

- Безмолвные (англ. Voiceless Ones) — на редкость уродливые существа, их облик поражал грубостью и отталкивающей необычностью форм, что вообще характерно для существ, появившихся на свет во время зарождения мира. У них были зеленые, рыхлые, как у желе, тела, которые казались идеальными мишенями для камней и стрел; у них были очень выпуклые глаза, толстые отвислые губы и уши совершенно необычной формы. Они устраивали жуткие пляски под Луной и поклонялись зеленому каменному идолу Бокруга.

- Зоккар (англ. Zokkar the olden king) — старейший правитель в Сарнате, который построил величественные сады.

- Зо-Калар, Тамиш и Лобон (англ. Zo-Kalar, Tamash and Lobon) — боги, которые были изображены на украшениях в величественных дворцах и храмах Сарната.

- Нагрис-Хей (англ. Nargis-Hei) — царь Мнара, что управлял многими соседними землями.

- Гнай-Ках (англ. Gnai-Kah) — Верховный жрец Сарната, заметил, как из озера поднялась зеленая дымка, окутывая зеленым саваном безмятежный Сарнат.

## Вдохновение
Лавкрафт использует тяжелый литературный стиль, в котором заметно влияние творчества лорда Дансени. Трон царя Сарната «изготовлен из цельного куска слоновой кости, хотя ни один человек из живущих не знает, откуда такой огромный кусок мог появиться» — это похоже на ворота «Вырезанные из одного твердого куска слоновой кости» в рассказе Дансени «Празднование дня Янна».
Название Сарнатх — исторический город в Индии и место, где появились учения Будды, но Лавкрафт говорил, что придумал это название самостоятельно. Блестящие купола напоминают архитектуру Древнего Ближнего Востока. Ранее в рассказе «Белый корабль» Лавкрафт упоминает похоже название, — Талларион, город тысячи чудес, что уже представлен разрушенным и находится на берегу моря. Сарнат древнейший и крупнейший город — что похоже на Вавилон, где впервые появились стены шириной 15 метров, а позже его захватили племена Хеттов и Касситов. В 689 году до н. э ассирийцы уничтожили Вавилон и выкрали идолов божеств, а место где стоял город было проклято на 70 лет.  
Статуи львов и слонов напоминают искусство Древнего Египта. Название Земли Мнара похоже на Маср — одно из названий Древнего Египта. Большое тихое озеро похоже на Большое Горькое озеро. Название города Иб похоже на Ибб, Ипу, Ур. Река Ай похожа на город Ай. Название города Кадатерон похоже на гору Кадат, которую Лавкрафт будет описывать в «Иные Боги» и «Сомнамбулический поиск неведомого Кадата». В Стране снов живут народы разных рас из разных эпох, один сменяя другой, — это подтверждает сведениях из рассказа «Полярная звезда», где описан обособленный ход истории. 
В этом рассказе Лавкрафт называет божеств вначале как «Древние боги», а позже как «Старшие боги». Только в этом произведении Лавкрафт называет богами царей, подобно тому, как обожествляют царей в Египте. В Древнем Египте зеленым цветом изображали на фресках умерших — это похоже на существа с зеленой кожей. Легенды про существ или божеств с Луны похожи на космогонические мифы. В рассказе «Память» говорится, что Джинн сошел с Луны — традиционные черты из фольклора.

## География
- Земля Мнар (англ. Land of Mnar) — земли в Стране снов, где выделяется равнина, по которой извивается река Ай (англ. Ai). Земли Мнара граничат с многими другими землями.
- Большое тихое озеро (англ. Vast still lake) — озеро в земле Мнара, в которое не впадает и из которого не вытекает ни рек, ни ручьев. Среди озера выступает мыс Акурион (англ. Akurion).
- Сарнат (англ. Sarnath) — могучий город на берегу большого тихого озера, что кочевники построили. В городе обитало 50 миллионов жителей и 50 улиц. Между Сарнатом и Иларнеком пролегал караванный путь, по которому доставляли золото и серебро.

- Иб (англ. Ib) — легендарный древний город из серого камня, что стоял у озера; он был выстроен из серого камня. Необычные серые скульптуры, украшали серые монолиты Иба. Таких каменных громад не было ни в земле Мнара, ни в соседних землях. Там был идол, вырезанный из камня цвета зеленой озерной воды, похожий на Бокруга, водяную ящерицу.
- Кадатерон (англ. Kadatheron) — древний город в земле Мнара, который кочевники построили на берегу реки Ай. На колоннах Кадатерона сохранились надписи про древний город Иб.
- Иларнек (англ. Ilarnek) — древний город в земле Мнара, который кочевники построили на берегу реки Ай. В его библиотеке хранились папирусы с древними легендами. Илларнек соединялся торговыми путями с Сарнатом. После разрушения Сарната, идол Бокруга переместили в храм Иларнека, где жители со всего Мнара воздавали ему самые великие почести.
- Траа (англ. Thraa) — древний город в земле Мнара, который кочевники построили на берегу реки Ай.
- Пнат (англ. Pnath) — один из городов земли Мнара, известный своим вином, который завоевал царь Нагрис-Хей.
- Острова Нариель (англ. Isles of Nariel) — острова в Среднем океане (англ. The Middle Ocean), где обитали павлины.
- Имплан (англ. Implan) — далекие земли, где на холмах обитают молодые козлы.
- Пустыня Бназик (англ. Bnazic desert) — пустыня, где обитают верблюды.
- Сидатриановые рощи (англ. Cydathrian groves) — рощи, где растут орехи и специи.
- Мталь (англ. Mtal) — земли омываемые волнами, где добывают жемчуг.
- Рокол (англ. Rokol) — город расположенный далеко от земли Мнар.

## Связь с другими произведениями
В рассказе «Дагон» упоминаются морские существа, которые населяли Землю в древности. 
В рассказе «Белый корабль» описано похожее окружение.
В рассказе «Безымянный город» упоминаются города Сарнат и Иб и раса рептилий населявшая Землю в древности.
В повести «Сомнамбулический поиск неведомого Кадата» упоминаются города Сарнат и Иб и многие существа из Страны снов.

## Комментарии
1. ↑  Здесь и далее все имена и названия приводятся по переводу Е. Мусихина.